# Aničkov
Aničkov je priimek več oseb:
- Nikolaj Nikolajevič Aničkov (1885–1964), sovjetski general
- Dimitrij Sergejevič Aničkov (1733–1788), ruski akademik